# 羅斯群島
77°30′S 167°0′E / 77.500°S 167.000°E

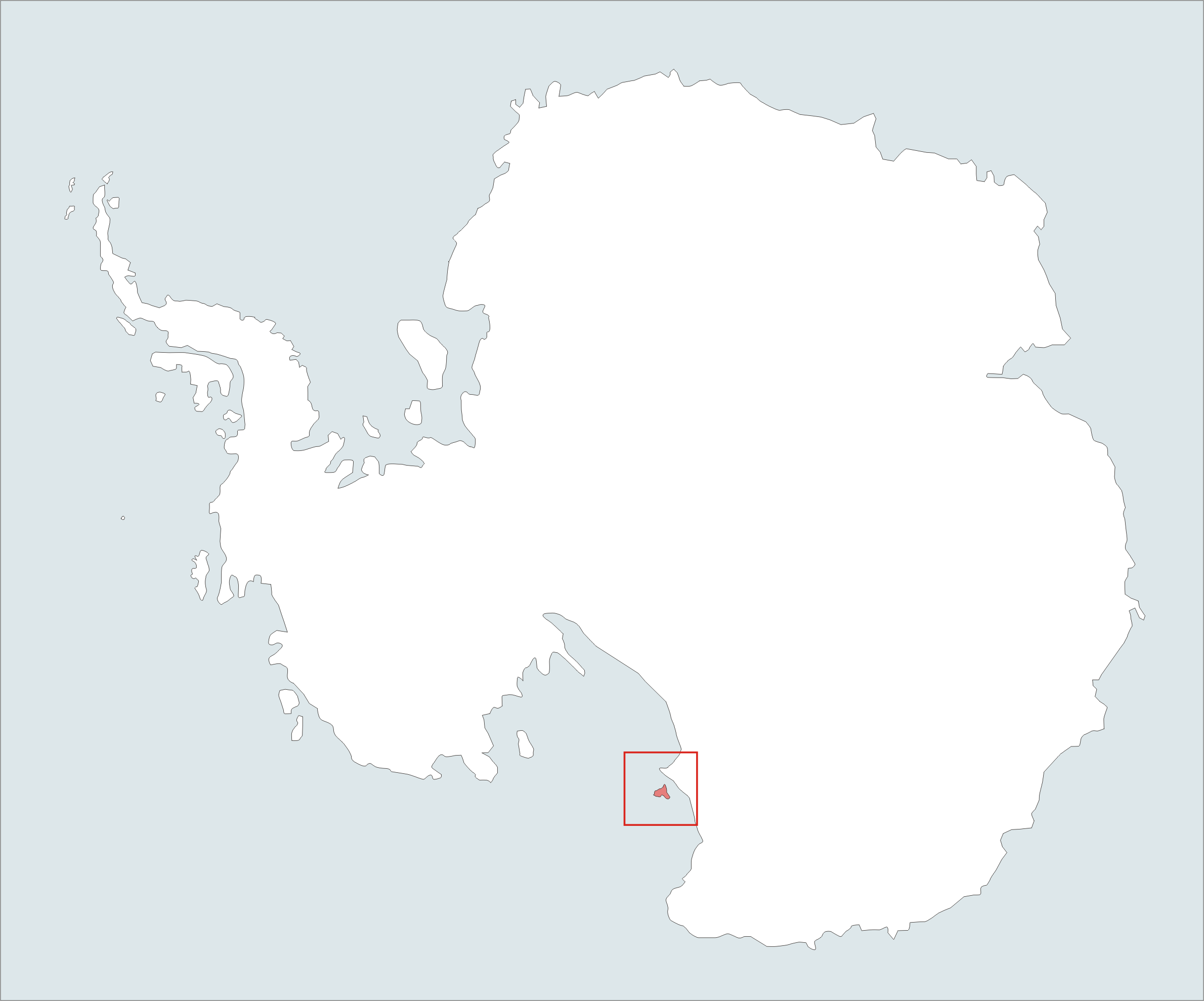

羅斯群島是南極洲的群島，位於南冰洋海域，主要島嶼是羅斯島，其餘的島嶼包括博福特島、德爾布里奇群島、懷特島和布萊克島。